# Alstom Regio Citadis
Le Regio Citadis est un tram-train produit par Alstom. Il circule uniquement en Allemagne et Pays-Bas, contrairement à son cousin, le Citadis Dualis, circulant uniquement en France.

## Commercialisation
| Pays      | Ville   | Numéros de parc | Nombre | Année de livraison | Longueur (en m) | Largeur (en m) | Alimentation électrique | Observations - Particularités |
| --------- | ------- | --------------- | ------ | ------------------ | --------------- | -------------- | ----------------------- | ----------------------------- |
| Allemagne | Cassel  | 701 - 718       | 18     | 2004 - 2005        | 36,8            | 2,65           |                         |                               |
| Allemagne | Cassel  | 751 - 760       | 10     | 2004 - 2005        | 36,8            | 2,65           |                         | Hybride (avec moteur diesel)  |
| Pays-Bas  | La Haye | 4001 - 4054     | 54     | 2006               | 36,8            | 2,65           |                         |                               |
| Pays-Bas  | La Haye | 4055 - 4072     | 18     | 2011               | 36,8            | 2,65           |                         |                               |